# Samaria
Samaria é o nome histórico e bíblico de uma região montanhosa do Oriente Médio. Constituía o antigo reino de Israel, situado em torno de sua antiga capital, Samaria, e rival do vizinho reino  do sul, o reino de Judá. A região se encontra no centro da Palestina, tendo  a Galileia, ao norte, e a Judeia ao sul. Abrangendo a porção setentrional da Cisjordânia ocupada e uma parte de Israel. A antiga cidade se encontra hoje nas proximidades de aldeia palestina de  Sebastia, que  conservou seu nome romano.

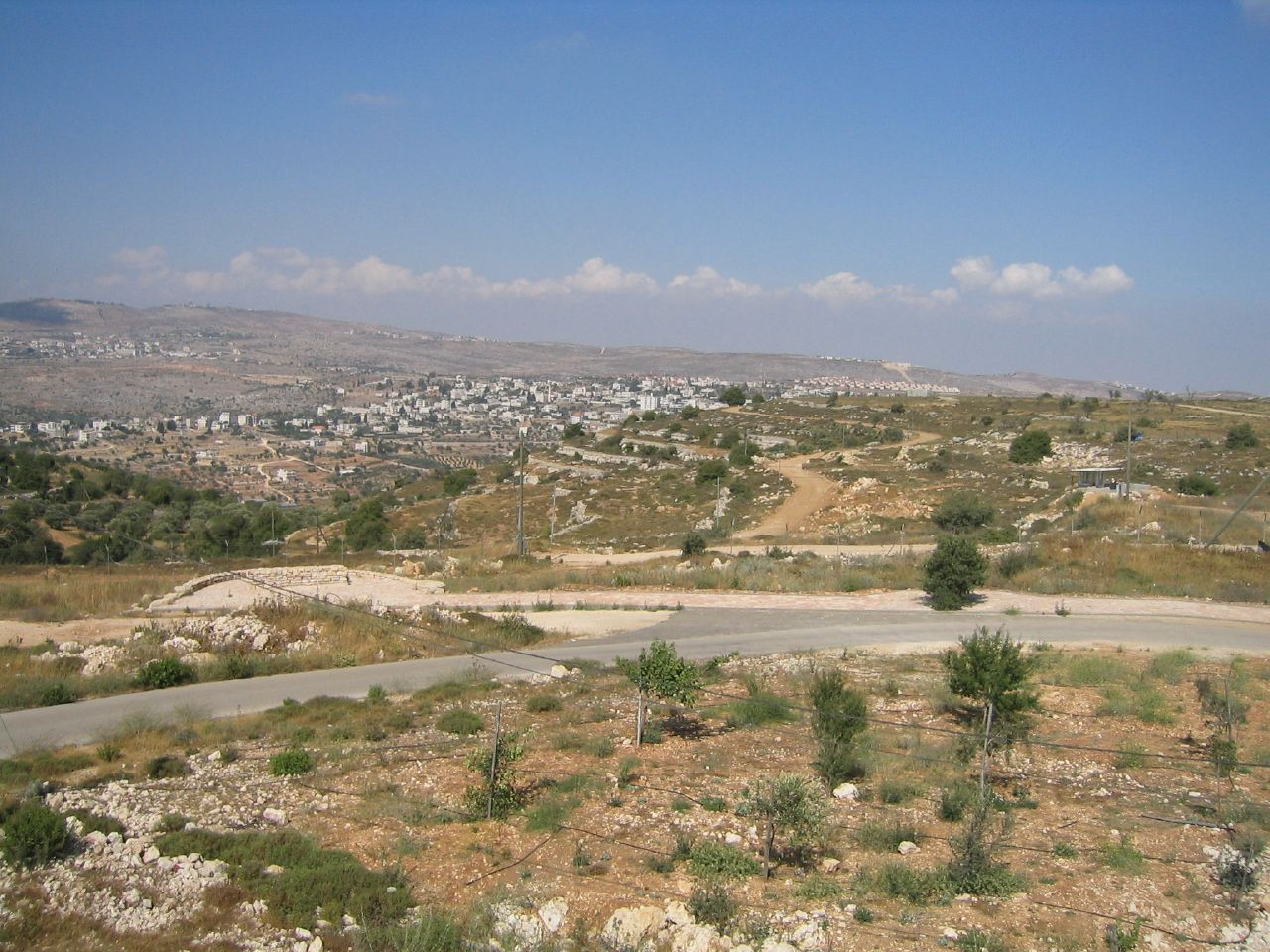
Panorama de uma aldeia palestina próxima ao assentamento israelense de Beit El, na região histórica de Samaria, atual Cisjordânia

## Etimologia
Samaria é um termo construído pelo hebraico shomron, nome da tribo shemer, que era proprietária do local e o vendeu ao Omri, que teria sido o sexto rei de Israel.